# EHC Hoensbroek
Der EHC (Abkürzung für Emma Hoensbroek Combinatie) ist ein niederländischer Fußballklub mit Sitz in Hoensbroek, einem Teil der Gemeinde Heerlen in der Provinz Limburg.

## Vorgängerklubs

### Sportclub Emma
Der SC Emma ist der älteste der beiden Klubs und war verbunden mit der Kohlemine Staatsmijn Emma. Dieser wurde im am 27. September 1917 gegründet und begann in den 1920er Jahren in der Deerde Klasse bald den Aufstieg in die Tweede Klasse, in der man sich auch bis auf einen Abstieg bis zum Ende des Zweiten Weltkriegs halten konnte.
Direkt nach Kriegsende fing man dann sogar in der Eerste Klasse, der damaligen höchsten Spielklasse des Landes an und hielt sich hier mit der Ausnahme von 1952 bis 1955 auch stets.

### SV Hoensbroek
Der SV wurde am 1. September 1920 begründet und schwankte bis zum Ende des Zweiten Weltkriegs immer wieder zwischen Tweede und Deerde Klasse. Danach gelang es zudem einmal von 1959 bis 1961 in der Eerste Klasse zu spielen.

### Gemeinsamer Klub
Nach längeren Gesprächen um eine Zukunft beider Klubs, kam es schließlich im August 1964 zur Fusion beider. Als Gründungsdatum wurde der des SC genommen, da dieser der ältere von beiden und mehr Erfolge zu verbuchen hatte. Als Farben wurde sich auf Rot und Weiß geeinigt.
Sportliche hielt man am Anfang erst einmal seinen Platz in der Eerste Klasse, stieg dann bis zum Anfang der 1970er Jahre in die Deerde Klasse ab. Zum Ende des Jahrzehntes gab es dann einen Aufschwung was den Klub in die Hoofdklasse brachte, dies war zu dieser Zeit die höchste Amateurspielklasse. In dieser hielt man sich durchgehend bis ins Jahr 1995, wonach dann ein Auf und Ab einsetze, durch welches man in den 2000er Jahren auch lange erst einmal in der Eerste Klasse verblieb. In den 2010er Jahren ging es dann wieder hoch aber auch hier gibt es wieder ein auf und ab. Derzeit befindet der Klub wieder einmal in der Eerste Klasse.

## Stadion
Von Mitte 1969 bis zur Saison 1986/87 spielte der Klub im Sportpark aan de Prof. Eyckmanlaan. Danach wurde der Sportkomples De Dem in Gebrauch genommen. Zur Eröffnung gab es ein Spiel gegen PSV, welches mit 2:3 nur knapp verloren ging.